# THE CROW/ザ・クロウ
『THE CROW/ザ・クロウ』（ザ・クロウ、英: The Crow: City of Angels）は、1996年のアメリカ映画。ジェームズ・オバーによるコミック『ザ・クロウ』の実写映画『クロウ/飛翔伝説』の続編であり、舞台はデトロイトからロサンゼルスへ移された。アクレイム・エンタテインメントより、プレイステーションとセガサターン用ゲームソフトが発売された。

## あらすじ
近未来。太陽の光を失い荒廃したロサンゼルス。アッシュと息子のダニーは、凶悪なギャングであるユダの部下達による殺害現場を目撃し、共に惨殺された。だが、アッシュは神秘の力により不死身となって蘇り、ギャング達に復讐する。街のタトゥーアーティストであるサラは、少女時代に同様の力を持つエリックと出会っていたことから、アッシュの苦しみを理解し協力するが、闇の帝国を築くためアッシュの力を手に入れようと目論むユダによって人質に取られた。アッシュはサラの救出と魂の平安のため、ユダに立ち向かう。

## キャスト
※括弧内は日本語吹替
- アッシュ・コーヴェン - ヴァンサン・ペレーズ（大塚芳忠）
- サラ - ミア・カーシュナー（田中敦子）
- ユダ・アール - リチャード・ブルックス（江原正士）
- カーヴ - イギー・ポップ（山野史人）
- シビル - トレイシー・エリス（幸田直子）
- スパイダー・モンキー - ヴィンセント・カステラノス（檀臣幸）
- ネモ - トーマス・ジェーン
- カリ - サイ・トラング
- ノア - イアン・デューリー（小山武宏）
- ホリー・デイズ - ホリー・チャント（雨蘭咲木子）
- ダニー - エリック・アコスタ